# Medicamentul care ucide
Medicamentul care ucide (titlul original: în germană Tote reden nicht - trad.: Morții nu vorbesc) este un film polițist pentru televiziune, est-german în două serii, realizat în 1963 de regizorul Helmut Krätzig, protagoniști fiind actorii Horst Schulze, Annekathrin Bürger, Johannes Arpe, Werner Toelke. 

## Conținut
După ce Elmers, directorul editurii este dat dispărut, ginerele său Jürgen Brandt este anchetat de poliția din Hamburg. Comisarul Graumann și asistentul său Weber care în urma unei scrisori anonime în care printre altele se spune că Elmers ar fi fost ucis, cercetează cazul, ajungând la concluzia că într-adevăr este vorba de o crimă.
Suspiciunea căzută asupra jurnalistului Brandt care între colegi nu prea este iubit, este confirmată atunci când acesta este acuzat de depozițiile mai multor martori. De altfel Brandt, care a criticat metodele de investigare ale poliției într-un fost caz de crimă Becker, în care cineva nevinovat a fost băgat după gratii, nu se simpatizează reciproc cu poliția iar acuma este cercetat sub bănuiala că ar avea legătură cu dispariția socrului său. Elmers a împiedicat să se publice în continuare seria de articole a lui Brandt, „Morții nu vorbesc”. În aceste articole, jurnalistul a acuzat legea germană a medicamentelor cât și o mare companie farmaceutică, despre care se spune că a provocat malformați și dizabilități la peste cinci mii de copii, administrându-le pastile de dormit „Dorsan”. Ancheta lui Weber și Graumann ajunge în cele din urmă la o concluzie clară: Brandt l-a ucis pe Elmers!
În cadrul unei conferințe de presă, Brandt susține că uciderea lui Elmer a fost o înscenare pusă la cale de el însuși împreună cu socrul său Elmers, doar pentru a-l reabilita pe Pasetti, acuzat în cazul Becker. Dar spre groaza lui Brandt, apare comisarul Graumann și îl arestează pe Brandt, căci s-a găsit într-adevăr cadavrul lui Elmer, cât și uneltele crimei cu amprentele sale...

## Distribuție
- Horst Schulze – Jürgen Brandt
- Annekathrin Bürger – Lisa Elmers
- Erika Müller-Fürstenau – Anika Kroll
- Johannes Arpe – comisarul Graumann
- Hans-Joachim Hanisch – comisarul Schoppenhauer
- Werner Toelke – asistentul criminalist Weber
- Gerd Biewer – Wilhelmi
- Rudolf Ulrich – Eberle
- Ralph Boettner – dr. Ziebell
- Wilhelm Gröhl – Behrends
- Christoph Engel – Pasetti
- Hans Flössel – Kürten
- Marga Legal – doamna Henseleit
- Ruth Kommerell – doamna Eberle
- Gisela Bestehorn – Rita
- Max Bernhardt – judecătorul de instrucție
- Horst Kube – bărbatul în trenci
- Vera Oelschlegel – secretara
- Sonja Hörbing – o fată
- nz Kögel – cârciumarul
- Karl-Heinz Weiss – criminalistul
- Ulrich Folkmar – recepționerul șef
- Willi Neuenhahn – omul cu revolverul
- Dieter Schindelhauer – paznicul
- Karla Kersten – secretara lui Ziebell
- Kurt Böwe – Mixer
- Hans Ulrich Laufer – bărbatul din pensiunea Paris
- Ernst Kahler – bărbatul din coliba de trestie
- Erhard Köster – un muncitor
- Albert Zahn – un reporter
- Werner Ehrlicher – un reporter
- Jochen Diestelmann – un polițist
- Hans-Dieter Schlegel – un polițist